# 10. oklepna divizija (Združeno kraljestvo)
10. oklepna divizija (angleško 10th Armoured Division) je bila oklepna divizija Britanske kopenske vojske v času druge svetovne vojne.

## Zgodovina
Divizija je bila ustanovljena 1. avgusta 1941 z reorganizacijo 1. konjeniške divizije, ki je služila v Palestini. Sodelovala je v vojni v severni Afriki.
Razpuščena je bila 15. junija 1944 v Egiptu.

## Poveljniki
- generalmajor John George Walters Clark
- generalmajor Alexander Hugh Gatehouse
- generalmajor Charles Wake Norman
- generalmajor H.L. Birks

## Sestava
- 8. oklepna brigada

- 3. kraljevi tankovski polk
- Royal Scots Greys (2nd Dragoons)
- Nottinghamshire Yeomanry (Sherwood Rangers)
- The Staffordshire Yeomanry

- 9. oklepna brigada

- Royal Wiltshire Yeomanry
- The Warwickshire Yeomanry
- Yorkshire Hussars Yeomanry
- 11. bataljon The King's Royal Rifle Corps

- podporne enote

- 1st Household Cavalry Regiment
- 2. The Derbyshire Regiment
- 1. polk, Kraljeva konjska artilerija
- 104. (Essex Yeomanry) polk, Kraljeva konjska artilerija
- 84. protitankovski polk, Kraljeva artilerija
- 53. (The King's Own Yorkshire Light Infantry) lahki protiletalski polk, Kraljeva artilerija
- 101. lahki protiletalski polk, Kraljeva artilerija
- 10. komunikacijski polk